# زكية حسين
العميد زكية حسين أحمد (بالصومالية: Sakiya Xuseen)‏  سياسية صومالية، نائب مفوض الشرطة الصومالية، وهي أول سيدة صومالية تتبوأ هذا المنصب.

## خلفية تاريخية
ولدت زكية حسين في 5 فبراير 1984 في العاصمة الصومالية مقديشو، وكان والدها حسين أحمد الطبيب الخاص للرئيس الصومالي سياد بري، في حين عملت والدتها في مصرف خلال دراسة زكية للحصول على درجة الماجستير في إدارة الأعمال.
في السادسة من عمرها، انتقلت عائلة زكية للاستقرار في السويد بسبب الحرب الأهلية الصومالية، وأمضت معظم طفولتها في التعليم الإلزامي في السويد قبل أن تنتقل إلى المملكة المتحدة في سن الثانية والعشرين.

## الحياة المهنية في المملكة المتحدة
درست زكية العلاقات الدولية والدبلوماسية في جامعة لندن الحضرية، وانخرطت في النشاطات المجتمعية، لا سيما في الجالية الصومالية، أثناء دراستها في الجامعة نشطت زكية في الجمعية الإسلامية وانتُخبت نائبًا لرئيس الجمعية المناهضة للإسلاموفوبيا. انضمت زكية أيضًا إلى حركة (لتحيا) (بالصومالية: Hanoolaato)‏ وهي منظمة اجتماعية سياسية للمهاجرين الصوماليين، وتدافع عن السلام والتنمية في الصومال، كما انضمت إلى حركة مناهضة القبلية واستضافت برنامجًا حواريًا باللغة الصومالية يسمى (الأم - برنامج حواري) (بالصومالية: Hooyo Talkshow)‏ في الإذاعة الصومالية بلندن، وكانت لزكية صيت واسع داخل الجالية الصومالية في لندن.

## قيادة الشرطة الصومالية
في عام 2012 انتقلت زكية حسين إلى الصومال وبدأت العمل كمديرة برامج في معهد التراث التابع لمركز أبحاث في مقديشو، وسرعان ما انضمت إلى قوة الشرطة الصومالية وشغلت منصب مديرة الشرطة المجتمعية في عام 2014 لتصبح أول امرأة يتم تعيينها على الإطلاق رئيسة قسم في الشرطة. كما شغلت منصب رئيس مكتب تخطيط السياسات المسؤول عن وضع الخطط الأمنية والإشراف على تنفيذ سياسة الاستخبارات والإصلاح المؤسسي لوكالة الاستخبارات والأمن الوطني .
خلال فترة خدمتها في قوات الشرطة نجت زكية من محاولتي اغتيال، كما واجهت تحيزًا كونها امرأة، وبالرغم من ذلك واصلت زكية مسيرتها حتى تمت ترقيتها إلى رتبة عميد عام 2018 وعُينت في الوقت نفسه نائبة لمفوض الشرطة  لتصبح أول سيدة تحقق هذين الإنجازين في تاريخ قوات الأمن الصومالية، وواصلت زكية جهودها لتعزيز الإصلاح المؤسسي والعلاقات العامة في الشرطة، كما سعت لتعزيز التعاون بين المواطنين والأجهزة الأمنية، في عام 2021 أنشأت أول وحدة من القوات الخاصة المسلحة من الإناث بالكامل، سعيا لتمكين المرأة.